# Susanna Yoko Henkel
Susanna Yoko Henkel (* 1975 in Freiburg im Breisgau) ist eine deutsche Geigerin.

## Leben

### Ausbildung
Susanna Yoko Henkel entstammt einer deutsch-japanischen Musikerfamilie: Ihre japanische Mutter spielt Bratsche, ihr deutscher Vater Violoncello, ihr Bruder Tonio wurde ebenfalls Cellist. Seit ihrem zweiten Lebensjahr lernte sie das Violinspiel, zunächst von ihrer Mutter. Von klein auf strebte sie eine Solokarriere an. Sie hat studiert bei Rainer Kussmaul an der Hochschule für Musik Freiburg und bei Ana Chumachenco an der Hochschule für Musik und Theater München.

### Künstlerische Laufbahn
Susanna Yoko Henkel trat bei den Bachwochen Ansbach, den Ludwigsburger Schlossfestspielen, dem Rheingau Musik Festival, den Festspielen Mecklenburg-Vorpommern, dem „Open Chamber Music“-Festival in Prussia Cove (England), dem „Bargemusic“-Festival in New York und Konzerten im Théâtre du Châtelet Paris auf.
Sie musizierte mit dem Berliner Rundfunk-Sinfonieorchester, dem Sinfonieorchester Mozarteum Salzburg, dem Stuttgarter Kammerorchester, der Deutschen Kammerakademie Neuss, dem Orchester der Beethovenhalle Bonn, dem Sinfonieorchester Aachen, dem MDR-Sinfonieorchester Leipzig, dem Staatsorchester Frankfurt (Oder), dem Rundfunkorchester des Südwestfunks, dem Staatsorchester Mainz, dem Philharmonischen Orchester Duisburg, dem Puchon Philharmonic Orchestra Seoul (Südkorea), dem European Union Chamber Orchestra, dem Waterbury Symphony Orchestra (USA) und dem Florida West Coast Symphony Orchestra sowie dem Lithuanian Chamber Orchestra.
Mit dem Mendelssohn-Violinkonzert ist sie im Rahmen der "Toyota-Classics"-Tournee in Malaysien, Brunei, Indonesien und auf den Philippinen aufgetreten.
Seit 2006 leitet sie das von ihr gegründete Zagrebački međunarodni festival komorne glazbe (ZAGREBkom), ein Festival für Kammermusik in Zagreb. 2007 würdigte das Fachmagazin Strings, die führenden Zeitschrift für Streicher in Nordamerika, Susanna Yoko Henkel mit einer Titelgeschichte.
Seit 2010 hat Henkel eine Professur für Violine an der Hochschule für Musik und Tanz Köln inne. Seit 2012 unterrichtet sie außerdem als Gastprofessorin an der Musikakademie in Zagreb.

### Instrument
Susanna Yoko Henkel spielt die Stradivari „Leslie, Tate“ von 1710, eine Leihgabe aus privatem Besitz.

## Auszeichnungen
- 1997: Preisträgerin beim Königin-Elisabeth-Wettbewerb in Brüssel[6]
- Preisträgerin beim internationalen Violinwettbewerb in Seoul (Südkorea)
- 1999: 3. Preis beim Internationalen Mozartwettbewerb in Salzburg[7]
- 1998: 1. Preis beim Deutschen Musikwettbewerb in Berlin
- 2. Preis beim Tibor-Varga-Wettbewerb in Sion (Schweiz)
- 1999: 1. Preis beim Internationalen Violinwettbewerb in Markneukirchen
- 2011: ECHO Klassik für die Konzerteinspielung des Jahres (19. Jh.) – Tschaikowsky Violinkonzert

## Diskografie
- 2000: Violine solo – Werke von Bach, Bartók, Ysaÿe, Yun. The Spot Records
- 2002: Prokofjew: Sonate Nr. 2 in D-Dur, Strauss: Sonate in Es-Dur op. 18. Mit Milana Chernyavska (Klavier). Primavera (Ars Musici)
- 2006: Pure Bach – Sonaten und Partiten für Violine solo, 2 CDs. The Spot Records
- 2006: Kammermusik von Ravel. Mit Monika Leskovar (Cello) und Milana Chernyavska (Klavier). The Spot Records
- 2009: Werke für Violine und Cello von Johan Halvorsen, Zoltán Kodály, Hanns Eisler und Erwin Schulhoff. Mit Tonio Henkel (Cello). The Spot Records
- 2010: Tschaikowski: Violinkonzert, Vaughan Williams: Fantasie. Mit den Duisburger Philharmonikern unter Jonathan Darlington. Acousence Classics
- 2011: Mozart, Violinkonzerte Nr. 3 und 5, Rondo in C-Dur, Adagio in E-Dur. Mit dem Litauischen Kammerorchester. The Spot Records